# Епархия Монгу

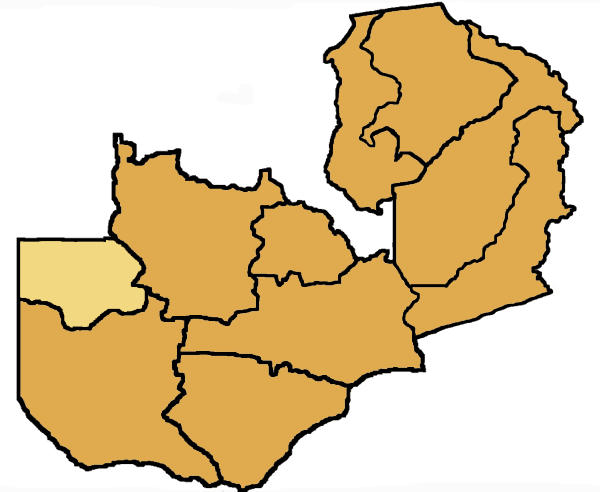
Карта епархии Монгу

Епархия Монгу (лат. Dioecesis Monguensis) — епархия Римско-католической церкви с центром в городе Монгу, Замбия. Епархия Монгу входит в митрополию Лусаки. Кафедральным собором епархии является церковь Пресвятой Девы Марии Лурдской в городе Монгу.

## История
14 июня 1997 года Римский папа Иоанн Павел II издал буллу «De universis», которой учредил епархию Монгу, выделив её из епархии Ливингстона.

## Ординарии епархии
- епископ Paul Francis Duffy, O.M.I.[1] (14.06.1997 — 15.02.2011);
- епископ Evans Chinyama Chinyemba, O.M.I. (15.02.2011 — по настоящее время).

## Источник
- Annuario Pontificio, Libreria Editrice Vaticana, Città del Vaticano, 2012
- Булла De universis  (лат.)